# UFC 186
UFC 186: Johnson vs. Horiguchi è stato un evento di arti marziali miste tenuto dalla Ultimate Fighting Championship svolto il 25 aprile 2015 al Bell Centre di Montréal, Canada.

## Retroscena
Questo fu il settimo evento organizzato dalla UFC a Montréal, Canada.
Nell'incontro principale dell'evento era previsto il rematch per il titolo dei pesi gallo UFC, tra il campione TJ Dillashaw e lo sfidante Renan Barão. Tuttavia il 24 marzo, Dillashaw si ruppe una costola in allenamento costringendo la UFC a posticipare l'incontro. Come nuovo main event venne inserito l'incontro valido per il titolo dei pesi mosca UFC tra il campione in carica Demetrious Johnson e Kyoji Horiguchi, che inizialmente era previsto come il co-main event.
L'incontro dei pesi welter tra Rory MacDonald e Hector Lombard venne cancellato, a seguito del fallimento di un test anti-doping dell'evento UFC 182 da parte di Lombard. Successivamente, venne annunciato che il canadese MacDonald ricevette l'opportunità di affrontare Robbie Lawler in un match valido per il titolo dei pesi welter, all'evento UFC 189.
Claudio Silva doveva affrontare Nordine Taleb. Tuttavia, Silva venne rimosso dalla card e sostituito da Chris Clements.
Abel Trujillo doveva affrontare John Makdessi, ma il 1º di aprile, fu annunciato che Trujillo si infortunò venendo in seguito sostituito dal nuovo arrivato Shane Campbell. L'incontro verrà svolto nella categoria Catchweight con un limite di pesi di 72,6 kg.
L'ex campione dei pesi mediomassimi UFC Quinton Jackson doveva fare il suo ritorno nella promozione per affrontare Fabio Maldonado nel co-main event dell'evento. Tuttavia il 7 aprile, l'ex promozione di appartenenza del lottatore, la Bellator MMA, presentò un'ingiunzione alla corte superiore del New Jersey per impedirgli di competere nella UFC a causa di una clausola presente nel contratto firmato con la Bellator nel giugno 2013. Tre giorni dopo l'accaduto, la UFC rimosse Jackson dalla card per inserire al suo posto l'ex giocatore di hockey, Steve Bossé. Quest'ultimo doveva inizialmente effettuare il suo debutto nel reality show The Ultimate Fighter il 16 aprile del 2014, ma a causa di un infortunio alla spalla non poté prendere parte allo show. Il 21 aprile, però, venne annunciata la revoca dell'ingiunzione presentata dalla Bellator alla corte di New Jersey, dando così la possibilità a Jackson di affrontare Maldonado nel co-main event della serata, in un incontro valido per la categoria catchweight con un limite di peso di 97,5 kg. Bossé venne rimosse totalmente dalla card.

## Risultati
|                                                   | Divisione             |                        |                 |                 | Metodo                                  | Round           | Tempo           | Premio          |
| Card Principale                                   | Card Principale       | Card Principale        | Card Principale | Card Principale | Card Principale                         | Card Principale | Card Principale | Card Principale |
| ------------------------------------------------- | --------------------- | ---------------------- | --------------- | --------------- | --------------------------------------- | --------------- | --------------- | --------------- |
| Sfida valida per il titolo di campione indiscusso | Pesi Mosca            | Demetrious Johnson (c) | batte           | Kyoji Horiguchi | Sottomissione (armbar)                  | 5               | 4:59            | POTN            |
|                                                   | Catchweight (97,5 kg) | Quinton Jackson        | batte           | Fàbio Maldonado | Decisione unanime (29-28, 30-27, 30-27) | 3               | 5:00            |                 |
|                                                   | Pesi Medi             | Michael Bisping        | batte           | C.B. Dollaway   | Decisione unanime (29-28, 29-28, 29-28) | 3               | 5:00            |                 |
|                                                   | Catchweight (72,6 kg) | John Makdessi          | batte           | Shane Campbell  | KO Tecnico (pugni)                      | 1               | 4:53            |                 |
|                                                   | Pesi Gallo            | Thomas Almeida         | batte           | Yves Jabouin    | KO Tecnico (pugni)                      | 1               | 4:18            | POTN            |
| Card Preliminare                                  |                       |                        |                 |                 |                                         |                 |                 |                 |
|                                                   | Pesi Welter           | Patrick Côté           | batte           | Joe Riggs       | Decisione unanime (29-28, 29-28, 29-28) | 3               | 5:00            |                 |
|                                                   | Pesi Gallo (F)        | Alexis Davis           | batte           | Sarah Kaufman   | Sottomissione (armbar)                  | 2               | 1:52            |                 |
|                                                   | Pesi Leggeri          | Chad Laprise           | batte           | Bryan Barberena | Decisione unanime (29-28, 29-28, 30-27) | 3               | 5:00            | FOTN            |
|                                                   | Pesi Leggeri          | Olivier Aubin-Mercier  | batte           | David Michaud   | Sottomissione (rear-naked choke)        | 3               | 3:24            |                 |
|                                                   | Pesi Welter           | Nordine Taleb          | batte           | Chris Clements  | Decisione unanime (30-27, 30-27, 30-27) | 3               | 5:00            |                 |
|                                                   | Pesi Paglia (F)       | Valérie Létourneau     | batte           | Jessica Rakoczy | Decisione unanime (29-28, 29-28, 30-27) | 3               | 5:00            |                 |
|                                                   | Pesi Paglia (F)       | Randa Markos           | batte           | Aisling Daly    | Decisione unanime (30-27, 29-28, 29-28) | 3               | 5:00            |                 |

## Premi
I lottatori premiati ricevettero un bonus di 50.000 dollari.
Legenda:
- FOTN: Fight of the Night (vengono premiati entrambi gli atleti per il miglior incontro dell'evento)
- POTN: Performance of the Night (viene premiato il vincitore per la migliore performance dell'evento)

## Incontri Annullati
|                                                   | Divisione         |                  |        |                 | Motivo                                                                    |
| ------------------------------------------------- | ----------------- | ---------------- | ------ | --------------- | ------------------------------------------------------------------------- |
| Sfida valida per il titolo di campione indiscusso | Pesi Gallo        | TJ Dillashaw (c) | contro | Renan Barão     | Dillashaw subì un infortunio                                              |
|                                                   | Pesi Welter       | Rory MacDonald   | contro | Hector Lombard  | Lombard venne sospeso per un anno                                         |
|                                                   | Pesi Welter       | Claudio Silva    | contro | Nordine Taleb   | Silva venne rimosso dalla card                                            |
|                                                   | Pesi Leggeri      | Abel Trujillo    | contro | John Makdessi   | Trujillo subì un infortunio                                               |
|                                                   | Pesi Mediomassimi | Steve Bossé      | contro | Fábio Maldonado | L'ingiunzione contro Jackson fu revocata e Bossé venne rimosso dalla card |